# Urechelniță (plantă)
Urechelniță comună (lat. Sempervivum tectorum) este o plantă erbacee perenă din genul Sempervivum. Este folosită ca plantă ornamentală și medicinală. Frunzele mari și cărnoase de la nivelul solului sunt dispuse ca într-o rozetă, în general, având formă ovală și vârf ascuțit. Frunzele sunt suculente și poate avea culorile verde, roșu, mov sau galben. În vârful plantei se află florile de culoare roșie sau roz, în funcție de soi. Urechelnița poate fi întâlnită în flora spontană dar, datorită valorii sale, uneori este și cultivată. Urechelnița din flora spontană este o plantă mai greu de găsit - crește în locuri speciale, prin ruine, pe stâncării, în locuri părăsite.
Partea medicinală cea mai importantă din această plantă este reprezentantă de frunzele ei, bune uneori și pentru salată. Din aceste frunze se face infuzie, se prepară suc și se pot face și cataplasme.

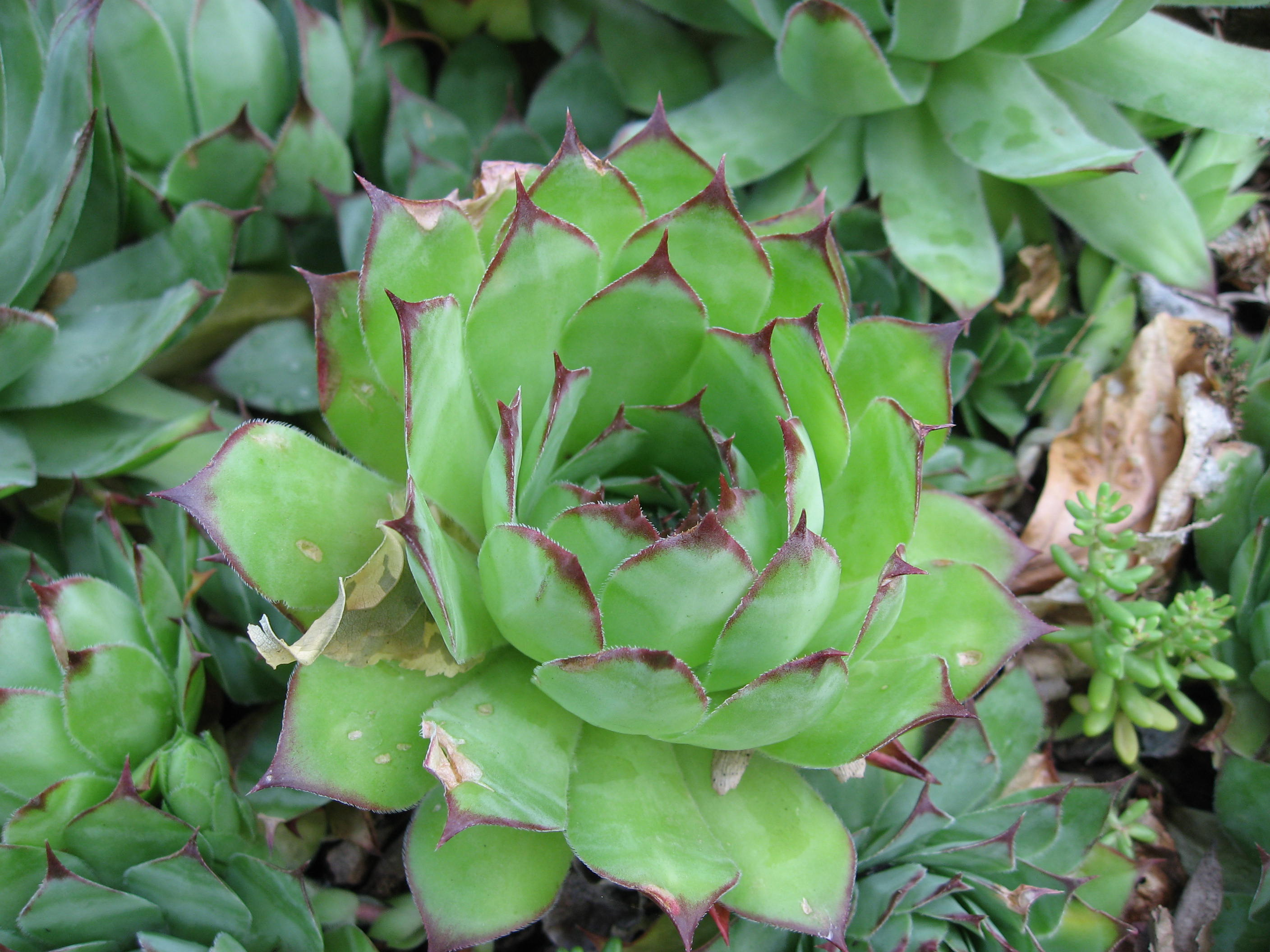

## Substanțele active importante și întrebuințările urechelniței
Urechelnița are ca și substanțe active sărurile astringente, acidul malic, caldium. Compoziția acestei plante este încă puțin cunoscută.

### Întrebuințări
Preparatul de urechelniță este antifebril, diuretic, antiseptic. Este un depurativ și un adevărat catalizator al proceselor metabolice. Se spune că ar avea și proprietăți revulsive, revigorând părți ale organismului sau membre care au suferit lovituri dure sau alte acțiuni violente (se pun cataplasme cu urechelniță pe locul afectat).

## Scurt istoric
Se spune despre această plantă că ar avea și calități magice. De exemplu, se afirmă că, amestecată cu alte ingrediente, ar rezulta o mixtură miraculoasă și secretă care, aplicată pe mâini, dă invulnerabilitate. În medicina populară din Occident, urechelnița era considerată, cândva, un medicament cu utilizări și influențe benefice în orice afecțiune. Carol cel Mare a dat chiar și un decret pentru cultivarea acestei plante.

## Utilizare
Planta este utilizată, în medicina populară, împotriva durerilor de dinți, a arsurilor, a pistruilor și a bătăturilor, în combaterea inflamațiilor urechii, fiind, de asemenea, vermifugă și febrifugă, dar mai ales având efecte decisive în eliminarea bătăturilor. Se spune că o frunză de urechelniță, aplicată pe bătătură, o înmoaie și, astfel, bătătura poate fi îndepărtată. 